# Agence publique pour l'immobilier de la justice
 (septembre 2024).
L'Agence publique pour l'immobilier de la justice (APIJ) est un établissement public administratif français sous tutelle du ministère de la Justice et du ministère de l'Action et des Comptes publics chargé, pour le compte de l'État, de la construction, de la rénovation et de la réhabilitation des palais de justice, des établissements pénitentiaires, des bâtiments de la protection judiciaire de la jeunesse et des écoles de formation du ministère de la Justice.

## Histoire
Créée par le décret du 31 août 2001 sous le nom d'Agence de maîtrise d'ouvrage des travaux du ministère de la justice (AMOTMJ) et abrogé le 22 février 2006, l'agence prend le nom d'Agence publique pour l'immobilier de la justice (APIJ) en 2010.

## Missions
L'Agence assure le rôle d'opérateur immobilier et de maître d'ouvrage.

## Organisation
L'APIJ est dirigée par son directeur général, David Barjon, architecte et urbaniste général de l'État, nommé le 7 décembre 2021.